# جوانا وولف (كاتب)
جوانا وولف (بالألمانية: Johanna Wolff) (و. 1858 – 1943 م) هي شاعرة، ومؤلفة، وكاتِبة من بروسيا، والرايخ الألماني، ولدت في سوفتسك، توفيت عن عمر يناهز 85 عاماً.